# Jason Morris

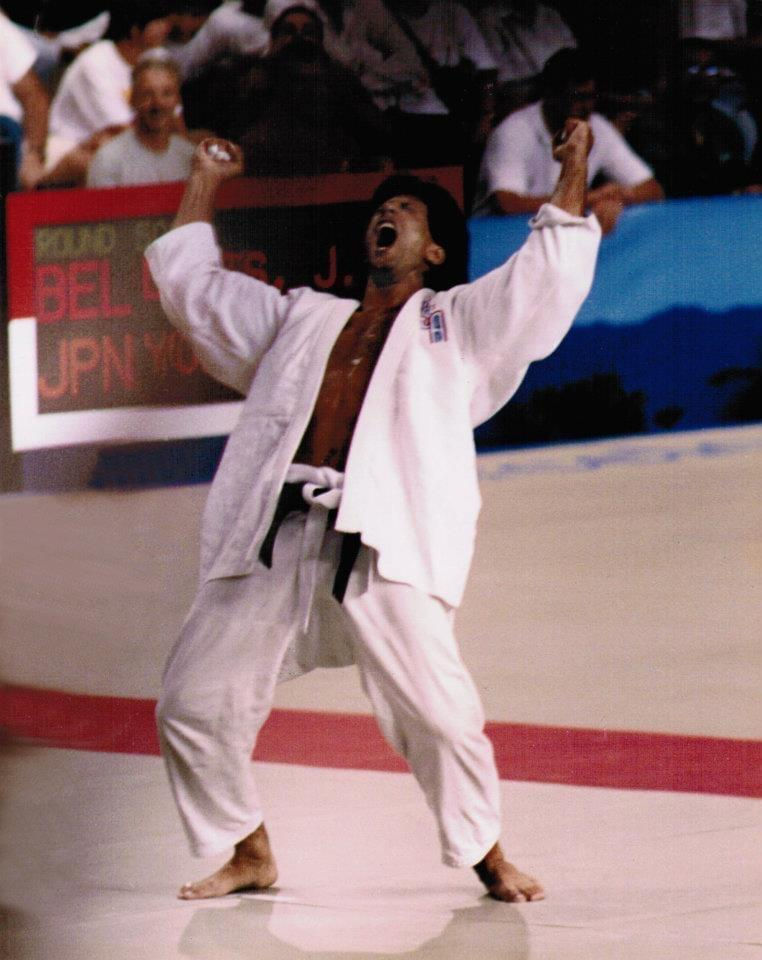
Jason Morris, 1992

Jason Newth Morris (* 3. Februar 1967 in Scotia, New York) ist ein ehemaliger amerikanischer Judoka. 1992 gewann er eine olympische Silbermedaille.

## Sportliche Karriere
Der 1,78 m große Jason Morris kämpfte im Halbmittelgewicht, der Gewichtsklasse bis 78 Kilogramm. 1986 war er Dritter der Juniorenweltmeisterschaften. 1987 siegte er bei den Panamerikanischen Spielen 1987 in Indianapolis. Bei den Weltmeisterschaften 1987 unterlag er im Viertelfinale Baschir Warajew aus der Sowjetunion. Im Kampf um die Bronzemedaille verlor er gegen den Südkoreaner Lee Koai-hwa. Bei den Olympischen Spielen 1988 gewann Morris seinen ersten Kampf gegen den Schweizer Olivier Schaffter, im zweiten Kampf schied er gegen Baschir Warajew aus.
1989 unterlag Morris im Viertelfinale der Weltmeisterschaften 1989 dem Südkoreaner Kim Byung-joo, im Kampf um Bronze verlor er gegen Warajew. 1991 verteidigte er seinen Titel bei den Panamerikanischen Spielen in Havanna durch einen Finalsieg über den Kubaner Armando Maldonado. Bei den Olympischen Spielen 1992 in Barcelona gewann Morris in seinem vierten Kampf das Halbfinale gegen den Schweden Lars Adolfsson, im Finale unterlag er dem Japaner Hidehiko Yoshida nach 3:35 Minuten durch Ippon.
1993 verlor Morris im Achtelfinale der Weltmeisterschaften gegen den Südkoreaner Jeon Ki-young, danach erkämpfte er mit drei Siegen in der Hoffnungsrunde eine Bronzemedaille. Nachdem er 1987 und 1991 gewonnen hatte, verlor er das Finale bei den Panamerikanischen Spielen 1995 in Mar del Plata gegen den Argentinier Gaston García. Bei den Olympischen Spielen 1996 in Atlanta unterlag er in seinem zweiten Kampf dem Türken Iraklı Uznadze. Nach zwei Jahren Kampfpause kehrte Morris 1999 noch einmal auf die Matte zurück und qualifizierte sich für seine vierten Olympischen Spiele. Beim olympischen Turnier in Sydney schied er in seinem ersten Kampf gegen den Australier Daniel Kelly aus.
Morris ist Betreiber einer eigenen Judoschule in Glenville (Schenectady County) im Bundesstaat New York. 2008 war er Trainer des US-Olympiateams.